# Montes Bucegi

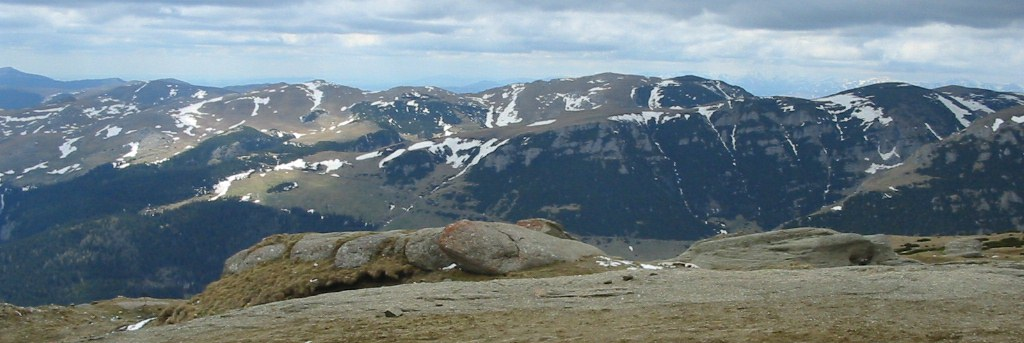
Los montes Bucegi en primavera

Los montes Bucegi (/ˈmunt͡sij buˈt͡ʃed͡ʒʲ/ⓘ en rumano: Munții Bucegi) están situadas en Rumania central, al sur de la ciudad de Braşov. Forman parte de la cordillera de los Alpes de Transilvania en los montes Cárpatos.
Hacia el este, los montes Bucegi tienen muchas laderas escarpadas hacia el popular destino turístico del valle Prahova (a.o. Bușteni y Sinaia). La cima más alta es la Meseta de Bucegi, donde el viento y la lluvia han moldeado las rocas en forma de espectaculares figuras como la Esfinge y Babele (significando en rumano las viejas).

## Geografía
Están agrupadas en tres partes:
- Montañas (pico Omu, 2505 metros)
- Montañas Leaota (pico Leaota, 2133 m)
- Montañas Piatra Craiului (pico Baciului, 2238 m)

El paso Bran separa las cordilleras de Piatra Craiului y Leaota; marca el cruce de fronteras Valaquia y Transilvania, y era defendida por el castillo de Bran.
Se cree que las Bucegi sean la montaña tracia sagrada de Kogainon, en la que la mítica figura de Zalmoxis residía en una cueva.

## Biología
Los Montes Bucegi están clasificados como Parque natural de Bucegi por sus valores medioambientales. Esta región montañosa de Rumanía posee una de las mayores concentraciones de grandes carnívoros de Europa. Osos, lobos y linces tienen en este parque natural y en el resto de la cordillera uno de sus últimos refugios en Europa. También es posible avistar corzos, jabalíes y ciervos. Las zonas más altas es hábitat natural del rebeco. 
Uno de los inconvenientes para los naturalistas es la gran afluencia de turismo en la zona.

## Galería

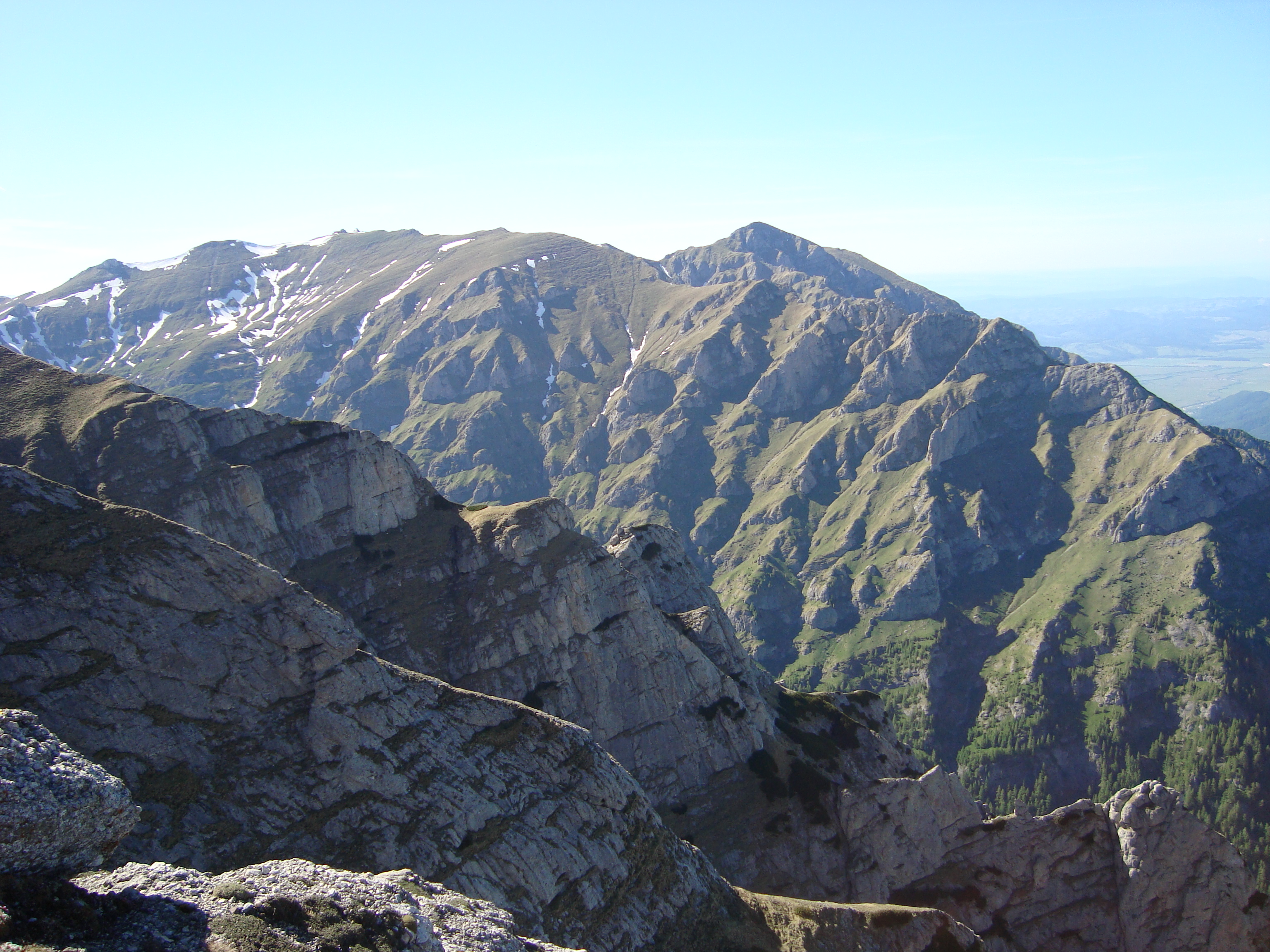
Parte escarpada
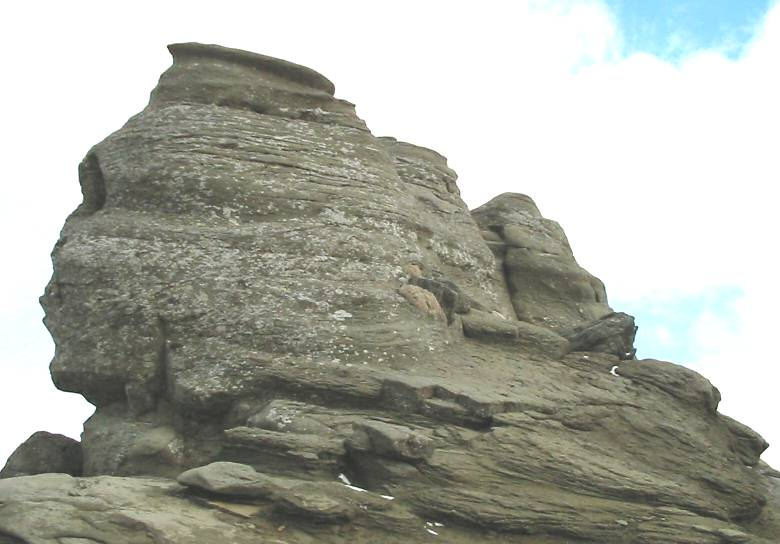
La "esfinge" de Bucegi
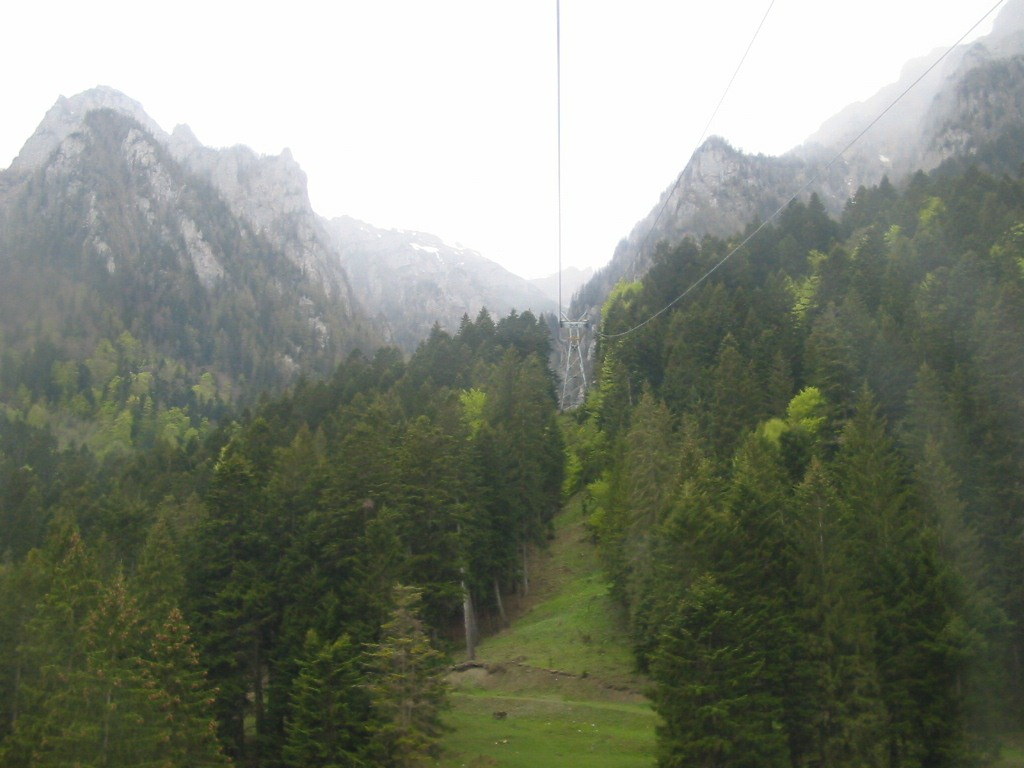
Montañas Bucegi vistas desde el teleférico
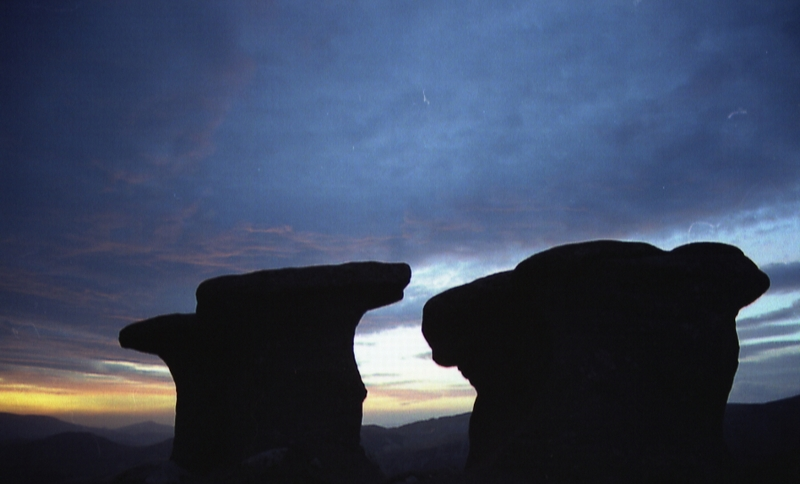
Formación rocosa Babele
Visión en 3D de los montes Bucegi